# Elías Errázuriz Larraín
Elías Errázuriz Larraín (Santiago, 15 de junio de 1884-Santiago, 1964) fue un abogado, diplomático y político chileno, miembro del Partido Conservador. Se desempeñó como diputado de la República en 1924 y luego durante dos periodos legislativos consecutivos, desde 1926 hasta 1932.

## Familia y estudios
Nació en Santiago de Chile el 15 de junio de 1884, hijo de Carmela Larraín Valdés y Elías Errázuriz Echaurren, quien fuera hermano de Federico Errázuriz Echaurren, presidente de la República entre 1896 y 1901. Su hermano Gustavo, también militante conservador, actuó como diputado entre 1933 y 1937. Realizó sus estudios primarios y secundarios en el Colegio San Ignacio. Continuó los superiores en las carreras de derecho de las universidades de Chile y Católica, titulándose como abogado el 8 de octubre de 1908, con la tesis Algunas observaciones sobre la servidumbre.
No se casó, ni tampoco tuvo hijos.

## Carrera profesional
Se dedicó a ejercer su profesión en la ciudad de Santiago. También, se desempeñó en el servicio diplomático bajo la presidencia de Juan Luis Sanfuentes, siendo su primer nombramiento como encargado de negocios en Cuba en 1915, cargo que ocupó durante dos años; luego fungió el mismo puesto en Argentina, por tres meses en 1917; y en Bélgica, por dos años, hasta fines de 1920. En su paso por dichos países, obtuvo las condecoraciones de comendador de la Corona de Bélgica y la Cruz Roja de Cuba.
En dicho año, asumió como secretario de la delegación chilena ante la Liga de las Naciones, sirviendo como tal hasta 1921. Entre otras actividades, fue socio del Club de La Unión desde 1906 y del Club Hípico de Santiago. Asimismo, fue  el fundador del Patronato Santa Filomena. Además, colaboró en la prensa con temas políticos.

## Carrera política
En el ámbito político, militó en las filas del Partido Conservador. En las elecciones parlamentarias de 1924, postuló como candidato a diputado por Santiago, resultando electo para el período legislativo 1924-1927. En su gestión integró la Comisión Permanente de Política Interior. Sin embargo, no logró finalizar su período debido a la disolución del Congreso Nacional el 11 de septiembre de 1924, mediante un decreto de la Junta de Gobierno instaurada tras un golpe de Estado.
A continuación, el 10 de marzo de 1925, fue deportado del país por orden de la Junta de Gobierno presidida por el liberal Emilio Bello Codesido. Tras la caída de Bello Codesido y el siguiente retorno a la presidencia de Arturo Alessandri el 20 de marzo de ese año, regresó al país.
En las elecciones parlamentarias del 22 de noviembre de dicho año, postuló nuevamente como candidato a diputado, pero por la Séptima Circunscripción Departamental (Santiago), resultando electo para el periodo 1926-1930. En esa oportunidad integró la Comisión Permanente de Relaciones Exteriores y, en ejercicio del puesto, en 1927 fue nuevamente incluido en una lista para ser deportado, pero fue amnistiado.
No fue reelecto en elecciones parlamentarias de 1930 (Congreso Termal), pero en una elección parlamentaria complementaria realizada en octubre de 1931, producto del escaño vacante dejado por el diputado por la misma zona, Santiago Wilson Hernández (quien aceptó el cargo de ministro de Estado), se postuló como candidato para llenar el escaño, resultando electo para finalizar el periodo 1930-1934, e incorporándose el 28 de octubre de 1931. Al igual que la vez anterior, tampoco logró finalizar su período debido a la disolución del Congreso Nacional, el 6 de junio de 1932, mediante un decreto de la Junta de Gobierno instaurada tras un golpe de Estado liderado por el socialista Carlos Dávila.
Posteriormente, bajo el gobierno del presidente Carlos Ibáñez del Campo, en 1952 se incorporó a Caja de Crédito Hipotecario, actuando como su director y presidente. Al año siguiente, fue nombrado embajador de Chile en Francia. Falleció en Santiago en 1964.